# Sosna kubańska
Sosna kubańska (Pinus cubensis Griseb.) – gatunek drzewa z rodziny sosnowatych (Pinaceae). Sosna kubańska jest endemitem wschodniej Kuby, gdzie występuje na wybrzeżu Morza Karaibskiego. Jest to jedyna sosna rosnąca na tym obszarze. Gatunek został naturalizowany w Ekwadorze.

## Ekologia
Zazwyczaj tworzy jednogatunkowe, otwarte lasy. Jest jedyną sosną występującą na wschodzie Kuby. Lasy sosnowe występują w małych skupiskach wokół Sierra del Cristal i gór Nipe-Sagua-Baracoa, oraz w Sierra Maestra.

## Systematyka i zmienność
Synonimy: Pinus occidentalis Swartz var. cubensis (Griseb.) Silba, Pinus wrightii Engelm., Pinus maestrensis Bisse, Pinus occidentalis var. maestrensis (Bisse) Silba.
Pozycja gatunku w obrębie rodzaju Pinus:
- podrodzaj Pinus
  - sekcja Trifoliae
    - podsekcja Australes
      - gatunek P. cubensis

## Zagrożenia
Międzynarodowa organizacja IUCN umieściła ten gatunek w Czerwonej księdze gatunków zagrożonych, ale przyznała mu kategorię zagrożenia LC (least concern), uznając go za gatunek najmniejszej troski, o niskim ryzyku wymarcia. Klasyfikację tę utrzymano w kolejnym wydaniu księgi w 2013 roku. Pomimo niewielkiego zasięgu występowania sosny kubańskiej IUCN nie zidentyfikowała żadnych szczególnych zagrożeń, chociaż niektóre źródła wskazują na istnienie zagrożenia dla jej lasów ze strony pożarów.